# Player (album Matta Pokory)
Player – drugi studyjny album francuskiego (z polskimi korzeniami) piosenkarza Matta Pokory. Na płycie znajduje się piosenka nagrodzona na 8th NRJ Music Awards 2007 w kategorii Wideoklip roku – „De Retour”.

## Utwory
1. De Retour – utwór promujący płytę
2. Player
3. Olalala (Sexy Miss)
4. Ce Soir, Je Lui Dis Tout
5. Mal De Guerre
6. L'enfer Du Samedi Soir
7. Interlude (Cynthia)
8. Cynthia
9. STP
10. Cette Fille
11. Regarde Maman
12. Oh
13. Saixon

## Listy przebojów
| Listy  | Pozycja |
| ------ | ------- |
| Saixon | 8       |
| Saixon | —       |
| Saixon | 1       |
| Saixon | 37      |